# Zamek Framlingham
Zamek Framlingham to średniowieczna twierdza położona w Framlingham w hrabstwie Suffolk w Anglii. Otoczony jest murem kurtynowym wzmocnionych prostokątnymi wieżami ale pozbawiony donżonu.

## Historia
Zamek Framlingham został pierwotnie zbudowany w XII wieku przez Rodgera Bigoda, jednego z najpotężniejszych normańskich baronów w Anglii. W ciągu wieków był rozbudowywany i modyfikowany, służąc różnym władcą jako rezydencja królewska, więzienie i miejsce schronienia.
W XVI wieku zamek stał się własnością rodziny Tudorów. Maria Tudor, późniejsza królowa Maria I, użyła go jako bazy w trakcie swojego sukcesyjnego konfliktu z Lady Joanną Grey. Po jej zwycięstwie Maria została ogłoszona królową Anglii właśnie w Framlingham.

## Architektura
Zamek Framlingham jest znany z imponującego muru obronnego, który otacza dziedziniec. Ma trzynaście wież obronnych, z których każda służyła różnym celom, od mieszkalnych po magazyny. Wewnątrz murów znajduje się kaplica, studnia i inne budynki pomocnicze. Choć większość oryginalnych budynków wewnętrznych nie przetrwała do dzisiaj, ich fundamenty są nadal widoczne.

## Dziedzictwo
Zamek Framlingham jest teraz zarządzany przez English Heritage i jest otwarty dla publiczności. Jest popularnym miejscem turystycznym, oferującym wspaniałe widoki na okolicę z wież obronnych. Na terenie zamku odbywają się różne wydarzenia historyczne, takie jak rekonstrukcje bitew i festiwale średniowieczne.
W 2017 roku zamek stał się jeszcze bardziej znany dzięki piosenkarzowi Edowi Sheeranowi, który napisał piosenkę "Castle on the Hill", opowiadającą o jego dzieciństwie w Framlingham i widoku zamku.